# متحف محافظة كاناغاوا التاريخي الثقافي

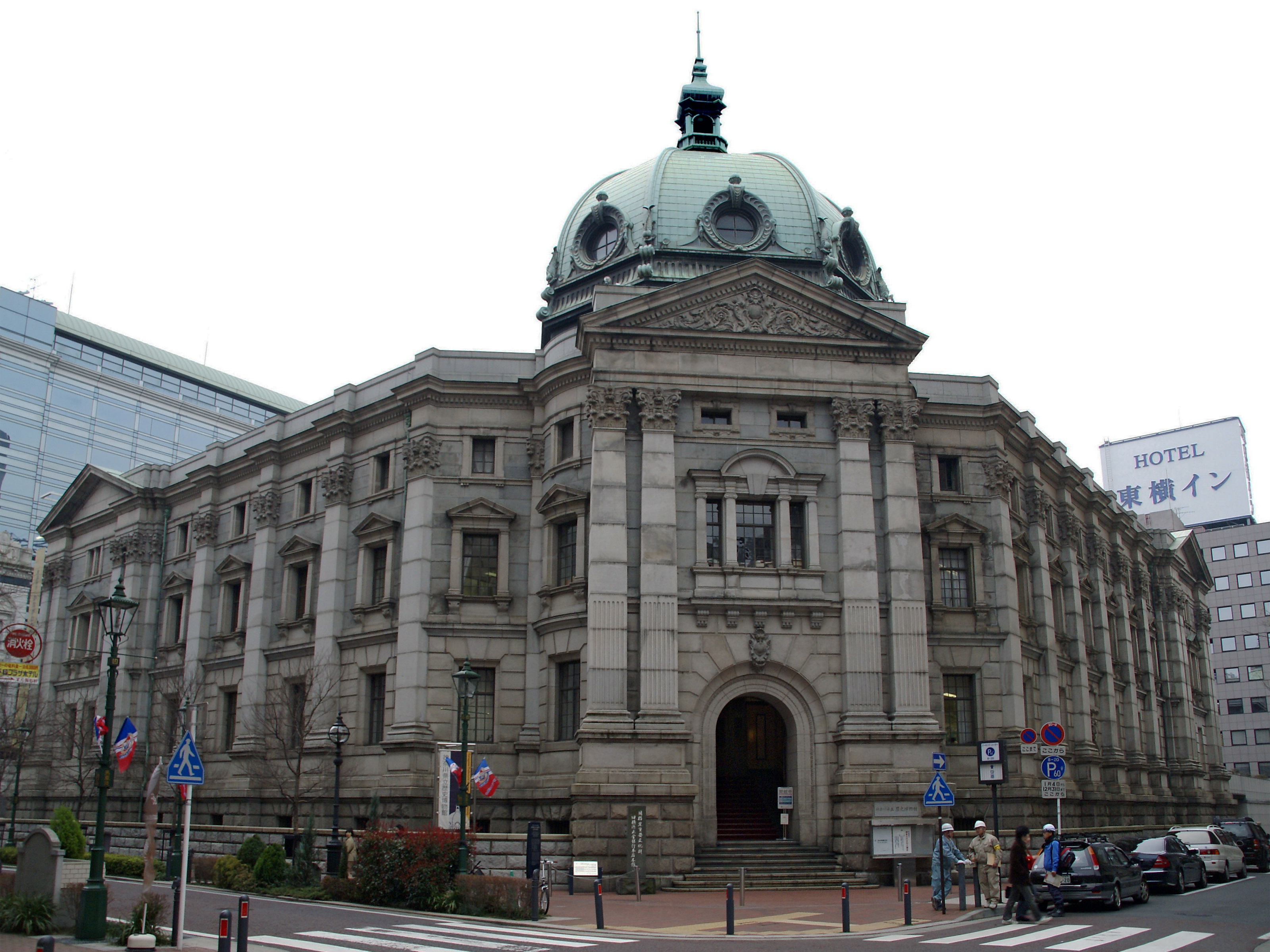
متحف محافظة كاناغاوا التاريخي الثقافي.

متحف محافظة كاناغاوا التاريخي الثقافي (باليابانية: 神奈川県立歴史博物館) يُعرف المتحف أيضا باسم متحف يوكوهاما للتاريخ الثقافي، هو متحف تاريخي، يقع في حي ناكا كو في مدينة يوكوهاما التابعة لمحافظة كاناغاوا في اليابان.
يركز المعرض على الثقافة وتاريخ محافظة كاناغاوا، يوجود المتحف في مبنى بنك سبيسي يوكوهاما.

## وصلات خارجية
- الموقع الرسمي لمتحف محافظة كاناغاوا التاريخي الثقافي